# Monitoraggio ambientale

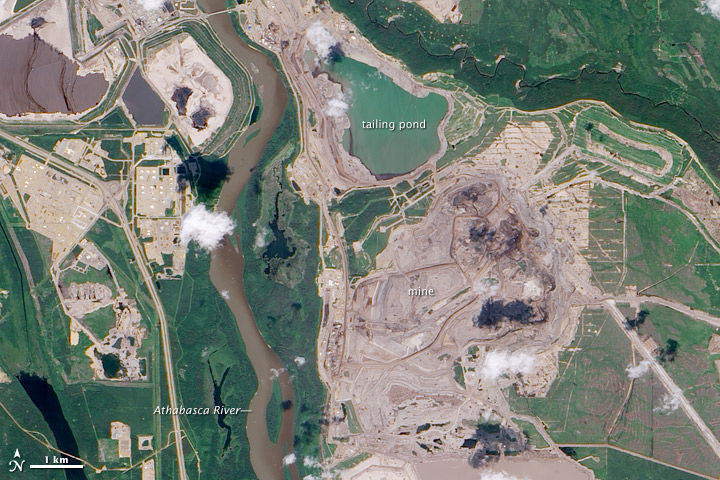
Ambiente antropizzato

Il monitoraggio ambientale è un processo valutativo che prevede la raccolta e l'analisi di dati sulle condizioni dell'ambiente. Il monitoraggio è in genere effettuato allo scopo di valutare eventuali disfunzioni e disturbi dell'ambiente, nell'ottica di trovare soluzioni per la sua tutela e per aumentare la qualità di vita delle persone e dei sistemi naturali. Spesso il monitoraggio ambientale è legato allo studio delle opere antropiche.

## Definizione
L'APAT classifica il monitoraggio ambientale come "il costante controllo dello stato dell'ambiente stesso rispetto alla situazione ante-opera", utilizzandolo quindi come esame qualitativo degli effetti dell'antropizzazione. L'Agenzia europea per l'ambiente invece lo definisce come "la misurazione, valutazione e determinazione periodica e/o continua di parametri ambientali e/o livelli di inquinamento al fine di prevenire effetti negativi e dannosi per l’ambiente".
Questo processo può essere applicato a vari comparti di un ambiente secondo le sue componenti, dette "matrici ambientali"; esempi ne sono la qualità dell'aria, dell'acqua, del suolo, della biodiversità, della fauna selvatica e delle condizioni del clima. Esistono due principali tipi di monitoraggio ambientale, dallo scopo fondamentalmente diverso:
- la Valutazione di Impatto Ambientale (VIA), legata a uno specifico progetto e agli effetti che esso ha sull'ambiente, sia prima che dopo la sua realizzazione;
- la Valutazione Ambientale Strategia (VAS), monitoraggio preventivo effettuato nell'ambito della programmazione della gestione del territorio.

In Italia il monitoraggio ambientale è regolato dal DL 152 del 2006.

## Attuazione
Il monitoraggio ambientale viene solitamente eseguito prima, durante e dopo il completamento di un'opera antropica, spesso realizzata in un cantiere, al fine di salvaguardare l'ambiente in cui essa si trova. La procedura viene eseguita attraverso strumenti e attrezzature tecniche come sensori, analizzatori, campionatori, telecamere, droni.
I dati tratti da quest'ultimi vengono poi elaborati attraverso software di analisi e modelli di previsione. 
Le attività di monitoraggio ambientale possono essere svolte da agenzie governative come ISPRA o ARPAV, organizzazioni non governative, istituti di ricerca e aziende private, e nello specifico da tecnici biologico-ambientali specializzati.
Scopo principale dei monitoraggi è la ricerca di potenziali fonti di inquinamento, valutandone le fonti e la pericolosità e fornendo quindi potenziali soluzioni per la loro eliminazione. Sono quindi essenziali per garantire una gestione sostenibile delle risorse ambientali e la tutela della salute umana e del pianeta.